# Eupithecia pallidicosta
Eupithecia pallidicosta là một loài bướm đêm trong họ Geometridae.